# Saint-Luperce
Saint-Luperce település Franciaországban, Eure-et-Loir megyében. Lakosainak száma 994 fő (2022. január 1.). Saint-Luperce Fontaine-la-Guyon, Saint-Aubin-des-Bois, Cintray, Saint-Georges-sur-Eure, Orrouer, Saint-Germain-le-Gaillard, Courville-sur-Eure és Saint-Arnoult-des-Bois községekkel határos.

## Népesség
A település népessége az elmúlt években az alábbi módon változott:
| Lakosok száma | 514  | 665  | 757  | 885  | 864  | 871  | 896  | 934  | 954  | 994  |
|               | 1968 | 1982 | 1990 | 2006 | 2013 | 2015 | 2017 | 2019 | 2020 | 2022 |